# La Piedad de Cabadas
La Piedad de Cabadas es la cabecera del municipio de La Piedad, en el estado de Michoacán, México. Antiguamente llamado San Sebastián Aramutarillo. Cuenta con una población de 87 042 habitantes según datos del Censo de Población y Vivienda llevado a cabo por el Instituto Nacional de Estadística y Geografía en el año 2020, por lo cual es la 5.ª ciudad más poblada del estado de Michoacán y su zona metropolitana es la 60.ª área metropolitana más poblada de México con 261 450 habitantes.

## Toponimia
La región que hoy ocupa el municipio de La Piedad comenzó a ser conocida con ese nombre debido a la devoción popular hacia una imagen venerada en la Parroquia del Señor de La Piedad, templo del siglo XVIII. En 1871 se le asignó su nombre actual, en memoria del sacerdote José María Cavadas.

## Historia
Según atestiguan piezas arqueológicas como fragmentos de cerámica, obsidiana tallada, petroglifos (grabados en piedra), hubo asentamientos humanos en la zona desde épocas muy remotas. Tales vestigios han sido localizados principalmente en la hoy comunidad de Zaragoza, entre otros puntos de la zona (Potrerillos, Cerro del Muerto).
Existen diferentes versiones sobre el origen de La Piedad y sus primeros pobladores, entre ellas la versión del cronista Jesús Romero Flores y la del historiador Alberto Carrillo Cázares, ambos piedadenses, siendo la versión de este último la más probada, de acuerdo a las más recientes investigaciones.
De acuerdo con las últimas investigaciones, en la época prehispánica, se dio un asentamiento purépecha, tribu caracterizada por ser sedentaria y agricultora. La versión anterior divulgaba la teoría de la existencia de tribus chichimecas, dedicadas a la cacería y recolección y nómadas guamares o pames, lo cual, según las investigaciones indican que pertenecieron a la zona noroeste del estado, sin llegar a La Piedad.
No existe una fecha determinada a la que se le atribuya la fundación de la ciudad, sino que se promueve la versión en donde paulatinamente se fue constituyendo un núcleo de población en la localidad, con una mezcla racial y cultural, la cual con la llegada de los españoles originó el mestizaje de nuestros días.
En los siguientes párrafos se muestra lo que pudo ser la evolución desde tiempos prehispánicos hasta nuestros días y los nombres que tuvo la localidad.
Transcurría el Siglo XII de nuestra era, y durante su larga peregrinación los aztecas fundaron a lo largo del río Grande o Lerma el «pueblo de Zula» cuyo nombre significa ‘lugar de codornices’.
En el año de 1380 las huestes de Tariácuri, rey de los purépechas conquistaron el pueblo y le pusieron el nombre de «Aramutaro» que significa ‘lugar de cuevas’. Y un 20 de enero pero de 1530, día de San Sebastián, las tropas de Antonio de Villarroel, lugarteniente de Nuño de Guzmán tomaron posesión del lugar, al que lo llamaron «San Sebastián de Aramutarillo».
De 1530 a 1687, el pueblo de San Sebastián vivió en el total olvido quedando sometido a la esclavitud y a la ignorancia; pero existieron dos hechos históricos que hicieron cambiar el rumbo de aquella aldea de chozas abandonadas, uno de carácter político-jurídico y otro de carácter religioso.
El hecho religioso se refiere al hallazgo de un madero en forma de Cristo crucificado durante la Nochebuena del año de 1687 en la (Buena Huerta) Yurécuaro, al conocer el hallazgo, los pueblos aledaños solicitaron el traslado de dicha imagen a sus templos, tocándole en suerte en los tres sorteos realizados al pueblo más humilde, San Sebastián de Aramutarillo.
A partir de este suceso, el crucifijo recibió el hombre de «Señor de La Piedad» en honor a los milagros atribuidos desde su hallazgo.
El segundo hecho histórico que cambió el panorama de Aramutarillo, fue el traslado de las autoridades políticas y judiciales de Tlazazalca a Aramutarillo, hecho que provocó que se fuera avecindando algunos comerciantes, artesanos y gente de progreso, y es así como la formación del pueblo propiamente se realiza en 1692, siendo este año cuando Juan López de Aguirre pone el nombre de La Piedad al nuevo vecindario.
La Piedad se elevó a rango de municipio el 10 de diciembre de 1831, y por ley territorial el 27 de abril de 1861 se le denominó «Villa de Rivas» elevándola de categoría política. El 22 de noviembre de 1871 una vez más fue elevada a la categoría de ciudad, dándole el nombre de «La Piedad de Cavadas», en honor a José María Cavadas, cura y benefactor del pueblo, quien vivió en esta ciudad del año de 1830 a 1835, y fue quien mandó construir el importante puente sobre el río Lerma, que también lleva su nombre, siendo este un punto vital del nutrido movimiento mercantil y agrícola.
En el siglo pasado la ciudad sufrió de fuertes inundaciones por el desborde del río Lerma, que tuvieron lugar en 1906, en 1912 y más tarde en 1954, 1958 y sobre todo en 1973.
En las últimas décadas del siglo XIX, Morelia, Zamora, La Piedad, Uruapan y Pátzcuaro, en ese orden, eran las ciudades con mayor número de habitantes en el Estado

## Ubicación
Se encuentra en la ubicación 20°20′13″N 102°1′19″O / 20.33694, -102.02194, a una altitud de 1700 m s. n. m.
La localidad está conectada con la capital del estado por la autopista México-Guadalajara y por las carreteras federales 15 y 37, a una distancia de 174 km y 183 km respectivamente.

## Demografía
Según los datos registrados en el censo de 2020, la localidad cuenta con 87 042 habitantes lo que representa un crecimiento promedio de 0.45 % anual en el período 2010-2020 sobre la base de los 83 325 habitantes registrados en el censo anterior. Ocupa una superficie de 23.06 km², lo que determina al año 2020 una densidad de 3775 hab/km².
La población de La Piedad de Cabadas está mayoritariamente alfabetizada, (3.14 % de personas mayores de 15 años analfabetas, según relevamiento del año 2020), con un grado de escolaridad en torno a los 9.5 años. Solo el 0.61 % se reconoce como indígena. El 89.3 % de los habitantes de La Piedad de Cabadas profesa la religión católica.
En el año 2010 estaba clasificada como una localidad de grado bajo de vulnerabilidad social. Según el relevamiento realizado, 27 312 personas de 15 años o más no habían completado la educación básica, —carencia conocida como rezago educativo—, y 34 201 personas no disponían de acceso a la salud.

### Población histórica de La Piedad 1900-2020
| Gráfica de evolución demográfica de La Piedad de Cabadas entre 1900 y 2020                                  |
| |
| Población de los censos y conteos del Instituto Nacional de Estadística y Geografía (INEGI) de 1900 a 2020. |

## Economía
La principal actividad económica es la porcicultura, la producción de alimentos, el comercio y la agricultura.